# Edie McClurg

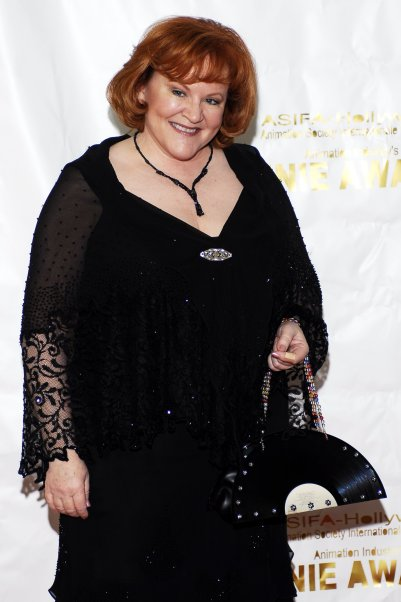
Edie McClurg bei den 34th Annual Annie Awards (2006)

Edie McClurg (* 23. Juli 1945 in Kansas City, Missouri als Edith M. McClurg) ist eine US-amerikanische Schauspielerin.

## Leben
Edie McClurg wuchs in Missouri auf und wollte zunächst Lehrerin werden. Sie absolvierte ihr Studium an der University of Missouri–Kansas City, an der sie in der Folgezeit acht Jahre als Dozentin Radioarbeit unterrichtete. In dieser Zeit arbeitete sie außerdem als Moderatorin und Nachrichtensprecherin bei KCUR-FM, einer zum National Public Radio gehörenden Radiostation in Kansas. Schließlich zog sie in die Nähe ihres Bruders nach Kalifornien, wo sie ein weiteres Studium abschloss, aber zugleich ihr Interesse für Improvisationstheater entdeckte. Sie wurde Mitglied der bekannten Komikertruppe „The Groundlings“ in Los Angeles, wo sie zehn Jahre blieb.
Seit Mitte der 1970er-Jahre trat Edie McClurg in insgesamt über 200 Film- und Fernsehproduktionen auf, meistens in komödiantischen Nebenrollen. Ihr Kinodebüt gab McClurg 1976 in Brian De Palmas Carrie – Des Satans jüngste Tochter in der kleinen Rolle der Helen Shyres. In den 1980er-Jahren war sie in einigen Filmkomödien zu sehen, die unter Beteiligung von John Hughes entstanden: In Ferris macht blau verkörperte sie 1986 Grace, die fröhliche Sekretärin des Schulleiters, und ein Jahr später war sie in Ein Ticket für Zwei als Angestellte einer Autovermietung zu sehen, die Steve Martins Figur in die Schranken weist. Auch in den folgenden Jahrzehnten wirkte sie auch in größeren Kinoproduktionen mit. In der Literaturverfilmung Aus der Mitte entspringt ein Fluß von Robert Redford spielte sie die Mutter von Emily Lloyds Figur, und in der Disney-Komödie Flubber trat sie an der Seite von Robin Williams auf. Des Weiteren übernahm sie Sprechrollen in Animationsfilmen, wie Mrs. Brisby und das Geheimnis von NIMH, Das große Krabbeln, Arielle, die Meerjungfrau, Die Kühe sind los, Ralph reichts und Die Eiskönigin – Völlig unverfroren.
Ihre erste große Fernsehrolle hatte sie als Frau von David Huddlestons Hauptfigur in der kurzlebigen Sitcom The Kallikaks (1977). Sie war auch Ensemblemitglied von David Lettermans The David Letterman Show (1980), einem Vorgänger seiner ungleich erfolgreicheren Show Late Night with David Letterman. Zwischen 1986 und 1991 spielte sie in 88 Folgen der Serie Der Hogan-Clan die etwas aufdringliche, aber freundliche Nachbarin Patricia Poole. Im Laufe ihrer jahrzehntelangen Karriere übernahm McClurg Gastrollen in beliebten Serien wie Seinfeld, Eine schrecklich nette Familie, Full House, Roseanne, Navy CIS, Malcolm mittendrin, Hannah Montana, Desperate Housewives und Two and a Half Men. 
Häufig wurde die rothaarige Charakterdarstellerin als neugierige, manchmal auch einfältige Nachbarin, Verwandte oder Sekretärin mittleren Alters eingesetzt. So erreichte sie, obwohl sie selten größere Rollen erhielt, einen hohen Wiedererkennungswert. Ihr Akzent aus dem Mittleren Westen wurde zu einem weiteren Markenzeichen.  Gelegentlich war Edie McClurg auch in ernsten und dramatischen Rollen zu sehen: Im Fernsehfilm Bill: On His Own spielte sie 1983 an der Seite von Mickey Rooney eine geistig behinderte Frau, wofür sie den National Media Award erhielt.
Im Jahr 2019 berichteten amerikanische Boulevardblätter, dass McClurg unter Demenz leiden soll; drei Jahre später machten ein Streit um ihre Vormundschaft und ein möglicher Missbrauch McClurgs durch ihre bisherige Vormundschaft in den Medien die Runde.

## Filmografie (Auswahl)

### Kino
- 1976: Carrie – Des Satans jüngste Tochter (Carrie)
- 1980: Cheech und Chong – Noch mehr Rauch um überhaupt nichts (Cheech & Chong’s Next Movie)
- 1980: Tracy trifft den lieben Gott (Oh, God! Book II)
- 1982: Freitag der 713. (Pandemonium)
- 1982: Eating Raoul (Eating Raoul)
- 1982: Mrs. Brisby und das Geheimnis von NIMH (The Secret of NIMH, Originalstimme von Miss Right)
- 1983: Mr. Mom
- 1984: Cheech und Chong – Weit und breit kein Rauch in Sicht (Cheech & Chong's The Corsican Brothers)
- 1986: Ferris macht blau (Ferris Bueller's Day Off)
- 1986: Mach’s noch mal, Dad (Back to School)
- 1987: Ein Ticket für Zwei (Planes, Trains & Automobiles)
- 1988: She’s Having a Baby
- 1988: Elvira – Herrscherin der Dunkelheit (Elvira: Mistress of the Dark)
- 1989: Arielle, die Meerjungfrau (The Little Mermaid; Originalstimme von Carlotta)
- 1991: Curly Sue – Ein Lockenkopf sorgt für Wirbel (Curly Sue)
- 1992: Aus der Mitte entspringt ein Fluß (A River Runs Through It)
- 1993: Cool Blades – Nur der Sieg zählt (Airborne)
- 1994: Natural Born Killers
- 1996: Carpool
- 1997: Flubber
- 1998: Der Guru (Holy Man)
- 1998: Das große Krabbeln (A Bug's Life; Originalstimme von Dr. Flora)
- 2000: Aufgelegt! (Hanging Up)
- 2002: Meister der Verwandlung (The Master of Disguise)
- 2002: Party Animals – Wilder geht’s nicht! (National Lampoon’s Van Wilder)
- 2003: Dickie Roberts: Kinderstar (Dickie Roberts: Former Child Star)
- 2003: Air Bud 5 – Vier Pfoten schlagen auf (Air Bud: Spikes Back)
- 2004: Die Kühe sind los (Home on the Range; Originalstimme von Schwein Mollie)
- 2006: Cars (Originalstimme von Minny)
- 2007: Simple Things
- 2009: Fired Up!
- 2011: Cars 2 (Originalstimme von Minny)
- 2012: Ralph reichts (Wreck-it Ralph; Originalstimme von Mary)
- 2013: Die Eiskönigin – Völlig unverfroren (Frozen; Originalstimme von Gerda)

### Fernsehserien
- 1977: The Kallikaks (5 Folgen)
- 1985–1987: Small Wonder (11 Folgen)
- 1986: Das Model und der Schnüffler (Moonlighting, Fernsehserie, 1 Folge)
- 1986–1991: Der Hogan-Clan (Valerie’s Family, später The Hogan Family, 88 Folgen)
- 1991: Golden Girls (The Golden Girls, eine Folge)
- 1992: Full House (eine Folge)
- 1996–2006: Eine himmlische Familie (7th Heaven, 6 Folgen)
- 1997: Melrose Place (3 Folgen)
- 1997–2000: Nash Bridges (3 Folgen)
- 1998: Columbo: Das Aschenpuzzle (Ashes to Ashes)
- 1998–1999: Caroline in the City (3 Folgen)
- 2005/2006: The Adventures of Jimmy Neutron: Boy Genius (2 Folgen)
- 2005/2014: CSI: Vegas (zwei Folgen)
- 2011: Rules of Engagement (eine Folge)
- 2013: Two and a Half Men (Folge This Unblessed Biscuit)
- 2014: Navy CIS (Folge Grounded)
- 2020: Family Guy (Folge Holly Bibble, Stimme)